# Wągniki (Górowo Iławeckie)
Wągniki (deutsch Wangnick) ist ein Ort in der polnischen Woiwodschaft Ermland-Masuren. Er gehört zur Landgemeinde Górowo Iławeckie (Landsberg) im Powiat Bartoszycki (Kreis Bartenstein), bis 1945 zum Kreis Preußisch Eylau in Ostpreußen.

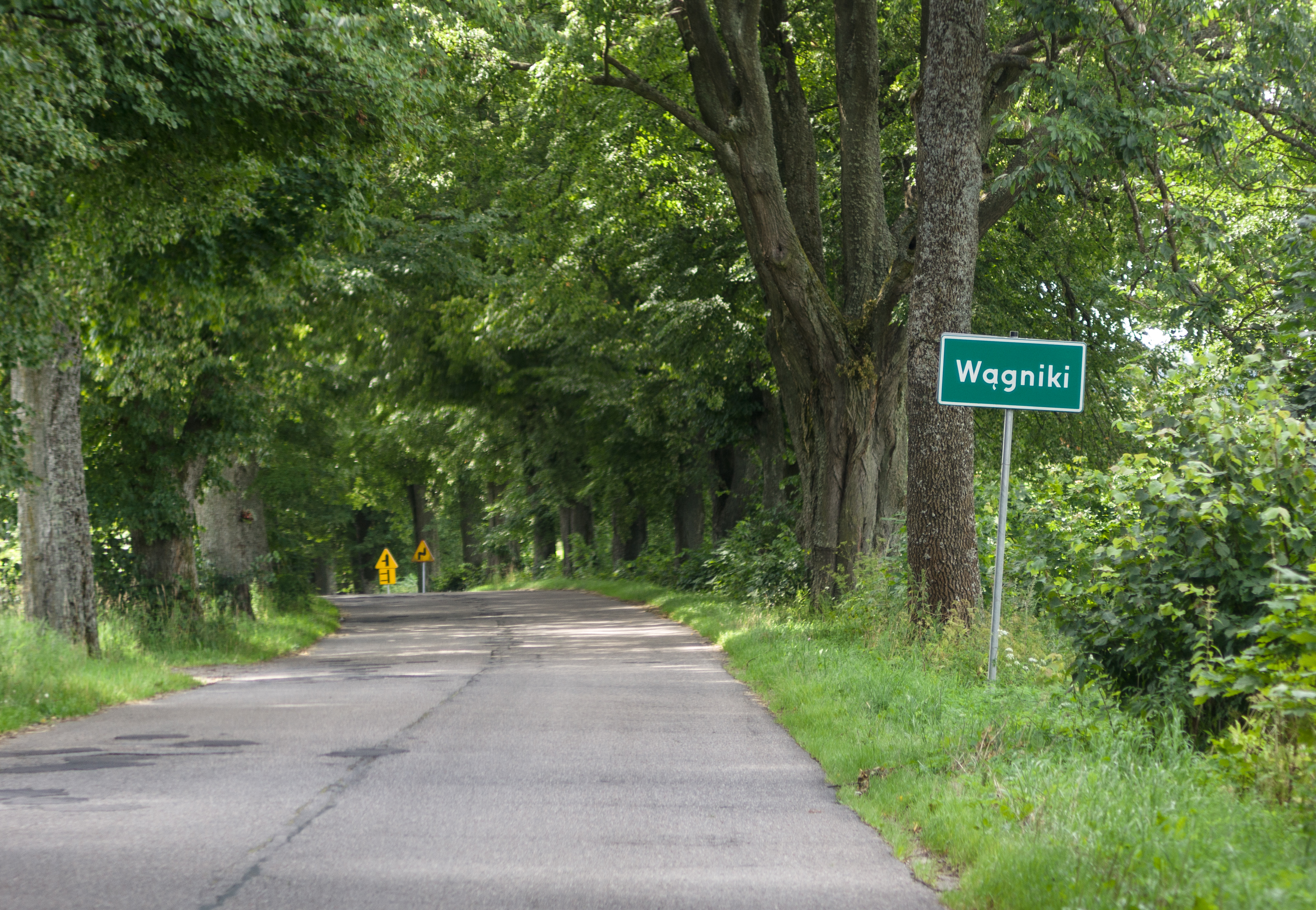
Ortseingang Wągniki

## Geographische Lage
Wągniki liegt im Nordwesten der Woiwodschaft Ermland-Masuren, 20 Kilometer südwestlich der früheren und heute auf russischem Staatsgebiet gelegenen Kreisstadt Preußisch Eylau (russisch Bagrationowsk) bzw. 27 Kilometer westlich der jetzigen Kreismetropole Bartoszyce (deutsch Bartenstein).

## Geschichte
Im Jahre 1491 wurde das seinerzeitige Wangenick gegründet und danach Wangnicken, nach 1785 Wangniken, nach 1792 Wangnieck und nach 1820 Wangnick genannt. Es handelte sich um ein großes Gut mit einem Park entsprechenden Umfangs. Am 19. Mai 1886 wurde aus dem damals noch als Vorwerk eingestuften Wangnick sowie dem Nachbarvorwerk Kattlack (polnisch Katławki), beide zum Gutsbezirk Groß Peisten (polnisch Piasty Wielkie) gehörend, der neue Gutsbezirk Wangnicken gebildet. Er wurde zeitgleich in den Amtsbezirk Buchholz (Bukowiec) im ostpreußischen Kreis Preußisch Eylau eingegliedert.
Im Jahre 1910 waren im Gutsbezirk Wangnick 153 Einwohner gemeldet. Ihre Zahl belief sich im Jahre 1933 auf 238 und im Jahre 1939 auf 207.
Mit dem gesamten südlichen Ostpreußen kam Wangnick 1945 in Kriegsfolge zu Polen. Das Dorf erhielt die polnische Namensform „Wągniki“ und ist heute eine Ortschaft im Verbund der Gmina Górowo Iławeckie (Landgemeinde Landsberg) im Powiat Bartoszycki (Kreis Bartenstein), von 1975 bis 1998 der Woiwodschaft Olsztyn, seither der Woiwodschaft Ermland-Masuren zugehörig.

## Religion
Wangnick war bis 1945 in das evangelische Kirchspiel der Kirche Buchholz (Ostpreußen) in der Kirchenprovinz Ostpreußen der Kirche der Altpreußischen Union eingepfarrt. Heute gehört Wągniki zur römisch-katholischen St.-Johannes-der-Täufer-Kirche in Bukowiec, einer Filialkirche der Pfarrei in Kandyty (Canditten/Kanditten) im Erzbistum Ermland.

## Verkehr
Wągniki liegt an der verkehrsreichen Woiwodschaftsstraße 512, die – vor 1945 in Friedland (heute russisch Prawdinsk) beginnend – von der russisch-polnischen Staatsgrenze (EU-Außengrenze) bei Szczurkowo (Schönbruch) über Bartoszyce (Bartenstein) und Górowo Iławeckie (Landsberg) bis nach Pieniężno (Mehlsack) führt. Eine von Kandyty (Canditten/Kanditten) über Bukowiec (Buchholz) kommende Nebenstraße endet zudem in Wągniki. Ein Bahnanschluss bestand vor 1945 über die Bahnstation Landsberg (polnisch Górowo Iławeckie).